# Zelišče
Zelišča, zelnate rastline oz. kratko zeli so v botaničnem smislu enoletnice, dvoletnice, večletnice in zelnate trajnice, za katere je značilno, da ne proizvajajo lesa za oporo.
V uporabnem smislu so zelišča lahko sinonim za zdravilne rastline in dišavnice. Ta raba izraza zelišča ni ustrezna, saj so mnoge zdravilne rastline in dišavnice botanično tudi polgrmi (sivka, timijan, borovnica), grmi (rožmarin, krhlika, lovor) in drevesa (glog, sena). Nekatera zelišča se uporabljajo v kulinariki, farmaciji in zdravilstvu.
Zeliščarstvo je bilo na Slovenskem v preteklosti eno najbolj razširjenih oblik zdravilstva. Eden najbolj znanih slovenskih zeliščarjev je pater Simon Ašič. 
Pri zelnatih steblih pozimi nadzemni deli odmrejo. Spomladi pa iz semena zrastejo nove rastline.
Zelnata stebla so vedno zelena in sočna. Ločimo 4 tipe zelnatih stebel:
1. - vejnata stebla, ki imajo razvejano steblo (ripeča zlatica, vrtnica, fižol,...);
2. - enojna stebla, ki imajo eno samo steblo (tulipan, narcisa, močvirska logarica,...)
3. - bilka ali bil, ki ima enojno, votlo steblo in je kolenčasto (trve, žita, razen ajde)
4. - betev, ki je enojno neolistano steblo in ima liste zbrane v listno rožico (regrat).